# Mary Hamilton Swindler
Mary Hamilton Swindler (2 de janeiro de 1884 – 16 de janeiro de 1967) foi uma arqueóloga americana, estudiosa de arte clássica, autora e professora de arqueologia clássica, principalmente no Bryn Mawr College, na Universidade da Pensilvânia e na Universidade de Michigan. Swindler também fundou o Ella Riegel Memorial Museum no Bryn Mawr College. Ela participou de várias escavações arqueológicas na Grécia, Egito e Turquia. Recebendo vários prêmios e homenagens por sua pesquisa, o trabalho seminal de Swindler foi Ancient Painting, from the Early Times to the Period of Christian Art (1929).

## Infância e educação
Mary Hamilton Swindler, nasceu em Bloomington, Indiana, em 2 de janeiro de 1884. Seus pais foram Harrison T. e Ida Hamilton Swindler. Swindler frequentou uma escola pública em Bloomington e descreveu sua juventude como cheia de atividades: "jogar futebol, fazer acrobacias de circo, andar de bicicleta violentamente e gastar energia excedente em esportes de vários tipos."